# فردریش گولدا
فردریش گولدا (آلمانی: Friedrich Gulda؛ ‏آلمانی: [ˌfʁiːdʁɪç ˈɡʊlda] ؛ ‏ ۱۶ مهٔ ۱۹۳۰ – ۲۷ ژانویهٔ ۲۰۰۰) یک نوازنده پیانو، آهنگساز و موسیقی‌دان اهل اتریش بود. او دانش‌آموختهٔ دانشگاه موسیقی و هنرهای نمایشی وین بود و بیشتر بابت تفسیر و تأویل آثار پیانویی از آثار ولفگانگ آمادئوس موتسارت و لودویگ فان بتهوون شناخته می‌شود. وی به تدریس موسیقی و پیانو هم می‌پرداخت و از جمله شاگردانش می‌توان به مارتا آرخریچ و کلودیو آبادو اشاره کرد. وی همچنین برندهٔ جوایزی همچون نشان اتریش برای علم و هنر شده‌است. از موسیقی او در فیلم‌های گوناگونی استفاده شده است که از آن جمله می‌توان به پائولا-پائولا اشاره کرد.

## زندگی‌نامه مختصر
فریدریش گولدا در وین و در خانواده‌ای فرهنگی به دنیا آمد؛ پدرش معلم بود. او از سن ۷ سالگی یادگیری پیانو را نزد فلیکس پازوفسکی در کنسرواتوار مردمی وین  آغاز کرد. در سال ۱۹۴۲ وارد دانشگاه موسیقی و هنرهای نمایشی وین شد و زیر نظر برونو زایدلهوفر و یوزف مارکس، پیانو و تئوری موسیقی آموخت. در دوران جنگ جهانی دوم، گولدا و دوست نوجوانش جو زاوینول، به صورت پنهانی موسیقی‌های ممنوعه مانند جَز را اجرا می‌کردند؛ عملی که برخلاف ممنوعیت رسمی دولت وقت در مورد این نوع موسیقی بود. او در سال ۱۹۴۶ برنده جایزه اول در مسابقه بین‌المللی موسیقی ژنو شد. در ابتدا هیئت داوران بیشتر به نوازنده بلژیکی، لود باکس، تمایل داشتند، اما در رأی‌گیری نهایی، گولدا برنده اعلام شد. یکی از داوران به نام آیلین جویس، که از هواداران باکس بود، با عصبانیت جلسه را ترک کرد و مدعی شد که دیگر داوران تحت تأثیر ناعادلانه هواداران گولدا قرار گرفته‌اند. پس از آن، گولدا اجراهای بین‌المللی خود را آغاز کرد و در سال ۱۹۵۰ برای نخستین بار در تالار کارنگی نیویورک روی صحنه رفت. او به همراه یورگ دموس و پائول بادورا-اشکودا، گروهی را تشکیل دادند که بعدها به نام «سه‌گانهٔ وینی» (Viennese troika) شناخته شد.